# Gloiopotes hygomianus
Gloiopotes hygomianus är en kräftdjursart som beskrevs av Japetus Steenstrup och Christian Frederik Lütken 1861. Gloiopotes hygomianus ingår i släktet Gloiopotes och familjen Euryphoridae. Inga underarter finns listade i Catalogue of Life.